# 阿格賈貝迪
阿格賈貝迪是阿塞拜疆的城鎮，也是阿格賈貝迪區的首府，位於該國中部，始建於1962年，海拔高度16米，主要經濟活動是農業，2008年人口37,503。

## 姐妹城市
- 巴统
- 土耳其 里澤